# Badailhac
Badailhac es una comuna francesa situada en el departamento de Cantal, en la región de Auvernia-Ródano-Alpes. Tiene una población estimada, en 2018, de 142 habitantes.

## Demografía
| 226 | 224 | 193 | 160 | 136 | 122 | 142 |
| Para los censos de 1962 a 1999 la población legal corresponde a la población sin duplicidades (Fuente: INSEE [Consultar]) |     |     |     |     |     |     |